# Семь человек из Мойдарта
Семь человек из Мойдарта — семь сторонников Карла Эдуарда Стюарта, которые сопровождали его при попытке в 1745 году вернуть престолы Великобритании и Ирландии для дома Стюартов. В группу входили англичане, шотландцы и ирландцы разного происхождения, связанные в основном участием в интригах сторонников Стюарта. Хотя у некоторых был военный опыт, большинство были относительно пожилыми по меркам того времени, некоторые уже были немощными и мало подходили для суровых условий кампании.
Семеро сопровождали Карла на французском каперском корабле «Du Teillay», первоначально высадившемся в Эрискее. Позже группа достигла материка в Кинлохмойдарте, в начале XIX в. в память о тех событиях там был посажен ряд буков..

## Состав
1. Маркиз Таллибардин Уильям Мюррей (1689—1746), старший сын 1-го герцога Атолла Джона Мюррея и брат якобитского лейтенант-генерала Джордж Мюррей. Принимал активное участие в восстаниях 1715 (после которых он был осужден за измену) и 1719 годов. Следующие годы он провел в изгнании во Франции, страдая от слабого здоровья и относительной бедности, несмотря на тайную финансовую поддержку со стороны своей семьи в Шотландии.
Во время восстания 1745 года, как высокопоставленный представитель дома Атоллов, был выбран, чтобы развернуть знамя Карла в Гленфиннане 16 августа, хотя его военная деятельность была ограничена подагрой. Он был схвачен после поражения при Каллодене и заключен в тюрьму в лондонском Тауэре: во время прибытия на остров у него было очень слабое здоровье, и вскоре он умер.
2. Сэр Джон О’Салливан (1700 — ок.1760), ирландский профессиональным солдатом, который, как и многие ирландские якобиты, служил во французской армии. Служба на Корсике дала ему опыт нерегулярной войны, и Карл пользовался большим уважением и доверием. О’Салливан был назначен генерал-адъютантом и генерал-квартирмейстером якобитской армии и был влиятельной фигурой в якобитском «военном совете».
После провала восстания шотландские якобиты поспешили обвинить О’Салливана в «тактической неумелости». Это мнение было повторено историками XIX века и в наше время. Более поздние исследования оспорили эту точку зрения, сделав вывод, что эта негативная репутация, вероятно, была незаслуженной, и что О’Салливан был эффективен в отведенных ему ролях. Позже он вернулся на службу во французскую армию и написал подробный описательный отчет о восстании.
3. Сэр Томас Шеридан, англо-ирландский придворный. Якобит, участвовал в восстании 1715 г. Шеридан был сыном бывшего главного секретаря Ирландии; его мать, Хелен Эпплби, по слухам, была незаконнорожденной дочерью Якова II. Будучи назначенным губернатором Карла Стюарта, он имел с ним тесные и доверительные отношения и был членом Совета якобитов во время восстания. После поражения якобитов при Каллодене в апреле 1746 г. бежал из Шотландии на французском каперском корабле «Марс»: какое-то время у него было слабое здоровье, и он умер в том же году в Риме.

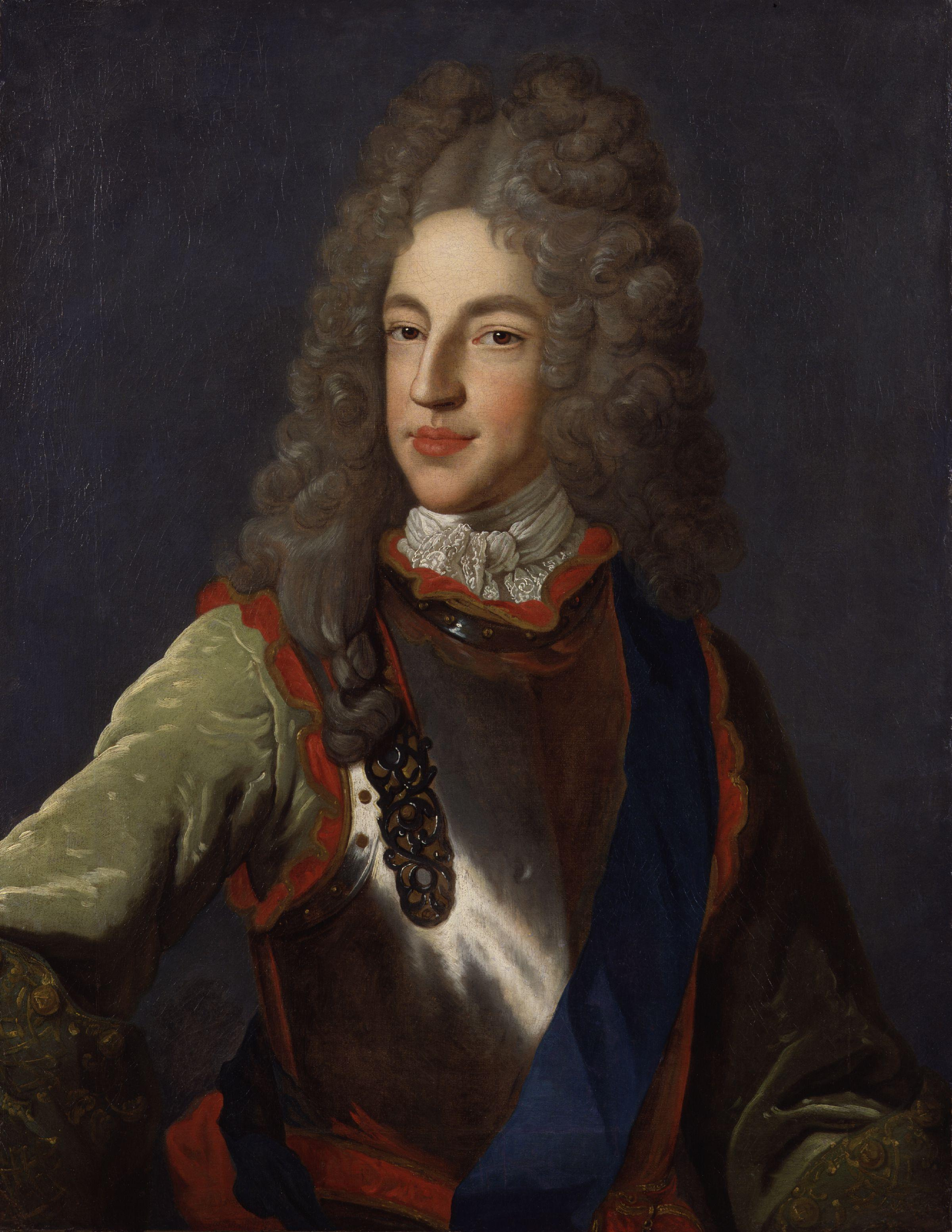
Претендент Джеймс Фрэнсис Эдуард Стюарт. Несмотря на то, что восстание было предпринято от его имени, Стрикленд негативно относился с нему, Кеоои — серьёзно не доверял, Шеридан был зол на товарищей за то, что они позволил Стюарту вмешаться.

4. Сэр Джон Макдональд, или Макдоннелл (ум. после 1760 г.), французский подданный ирландского происхождения. Ветеран французского кавалерийского полка Фитц-Джеймса. Макдональд, который, как говорят, был родственником 5-го графа Антрима Александра Макдоннелла и дальним родственником шотландского клана Дональда, служил якобитским генеральным инспектором кавалерии во время восстания. Он командовал кавалерией в Каллодене, сдался в Инвернессе и впоследствии был репатриирован.
Макдональд несколько раз конфликтовал с лордом Джорджем Мюрреем, чьи мемуары изображали его «старым и […] очень зависимым от своей бутылки», и в которых утверждалось, что Александр Макдональд описал его как «пьяного или сумасшедшего, если не то и другое одновременно». Как и в случае с О’Салливаном, изображение Мюррея оказало сильное влияние на историков XIX в., которые представили советников Карла ирландского происхождения в негативном свете. Эта точка зрения также была пересмотрена, и был сделан вывод, что Макдональд был компетентным офицером. Опыт восстания 1745 года, кажется, повлиял на него до такой степени, что он впоследствии подписывался, используя шотландскую транскрипцию «Макдональд». Он также оставил отчет о восстании, который был описан как «обезоруживающе откровенный в отношении его собственных ограничений». Сохранившаяся переписка Макдональда показывает, что он был ещё жив в 1760 году.
5. Полковник Фрэнсис Стрикленд (1691—1746), английский католик из старой семьи из Уэстморленда, Стриклендов из замка Сизерг, которые были давними сторонниками Стюартов. Он участвовал в восстании 1715 года и имел некоторый опыт в войнах в Европе; Макдональд утверждал, что служил с ним в Испании. Позже Стрикленд прибыл ко двору якобитов в Риме: отец Карла Джеймс считал его влиянием дурным, отчасти потому, что тот предложил молодому претенденту стать англиканином, чтобы заручиться политической поддержкой в Англии. Узнав, что он сопровождал экспедицию в Шотландию, Джеймс попытался уволить Стрикленда.
Стрикленд заболел во время марша через Шотландию и был оставлен в Карлайле: после повторного захвата города правительственными войсками он, по-видимому, утверждал, что является французским подданным, но умер там 1 января 1746 года. Позже Джеймс написал Карлу письмо, в котором смерть Стрикленда и Шеридана описывалась как «явный призыв с небес к вам […] спастись из таких рук».
6. Преподобный Джордж Келли (1688—1762), ирландским протестантский священник придерживавшийся несудебного раскола. Родился в графстве Роскоммон, учился в дублинском Тринити-колледже. В 1722 году он участвовал в заговоре Аттербери; был арестован, подвёргся конфискации имущества и был заключен в лондонский Тауэр по воле короля, а затем сбежал. В 1736 г, Эдмунд Керлл опубликовал его мемуары. Говорили, что ему не доверял Джеймс и он мало понимал ситуацию в Англии, но был взят Карлом за то, что руководил пропагандjq повстанцев. Он составил проект манифеста, изданного Карлом в начале восстания. Келли, описанный биографом Карла Фрэнком Маклином как «один из немногих по-настоящему злых людей среди якобитов», был отправлен обратно во Францию, чтобы сообщить о победе якобитов в битве при Престонпансе, и не вернулся в Шотландию. К ужасу Джеймса, он продолжал служить секретарем Карла. Говорят, что он умер в Авиньоне в октябре 1762 г.
7. Энеас Макдональд (ок. 1715—1770), шотландско-французский банкир, который провел большую часть своей взрослой жизни в Париже. Он был сыном таксмена клана Макдональда из Кланраналда Ранальда Макдональда из Кинлохмоидарта; его младший брат Дональд Макдональд из Кинлохмоидарта также сыграл видную роль в восстании в качестве адъютанта Карла.
До восстания гэльские песни и стихи Аласдеры Мак Мхайстиры Аласдеры, такие как: Òran Nuadh — «Новая песня», Òran nam Fineachan Gaidhealach — «Песня кланов Высокогорья» и Òran do’n Phrionnsa — «Песня принца», были, по словам историка литературы Джона Маккензи, отправлены Энеасу Макдональду в Париж. Эней прочитал стихи вслух принцу Карлу в английском переводе, и стихи сыграли важную роль в убеждении принца приехать в Шотландию и начать восстание якобитов в 1745 году. Макдональд отвечал за организацию большей части первоначального финансирования Карла, хотя позже мало участвовал в экспедиции, где оказывао влияние на своего брата.
Захваченный правительством после Каллодена, он был первоначально приговорен к смертной казни, но вместо этого был сослан. Он написал мемуары о восстании, которые были воспроизведены Робертом Форбсом. Макдональд вернулся во Францию; часто цитируемая, хотя и ошибочная традиция гласит, что он был убит во время Французской революции, хотя на самом деле он умер в 1770 г..

## Другие заговорщики
Вопреки фольклору, заговорщиков сопровождал ряд других людей более низкого социального положения. В некоторых отчетах упоминается присутствие клерка Энеаса Макдональда Дункана Бьюкенена, действовавшего как агент и посланник якобитов вместо О’Салливана.